# Classical Recordings Quarterly
 Classical Recordings Quarterly  (in precedenza  Classic Record Collector )  è stata una rivesta trimestrale inglese, dedicata alle registrazioni d'epoca di musica classica, che comprendeva registrazioni strumentali, di musica da camera, d'orchestra, vocale e lirica.

## Storia
La rivista fu fondata a Londra nel 1995, col nome di International Classical Record Collector. Il periodico presentò articoli relativi alle registrazioni effettuate fino al 1960, le interviste ai rispettivi artisti, una rubrica per la corrispondenza dei lettori, spazi per le recensioni di libri, CD e DVD precedenti l'era digitale, nuovi LP e ristampe a 78 giri. 

I numeri della rivista contevano circa 100 pagine stampate in formato A5, corredate da foto a colori.
Alan Sanders fu il direttore dal 1995-1997, e nuovamente dal 2008 al 2015. Dal 1998 al 2007, Tully Potter ricoprì il ruolo di direttore, e, al ritorno di Sanders, divenne suo assistente.
La rivista pubblicò articoli approfonditi Extended riguardo alle etichette discografiche Kingsway Hall e William Barrington-Coupe, nonché ad artisti come Louis Cahuzac, Tancredi Pasero, Montserrat Caballé, i Ballets Russes, i Griller Quartet, Albert Spalding e Oskar Fried, fra gli altri.
Le pubblicazioni di Classical Recordings Quarterly furono interrotte nel 2015.